# 先鋒6、7、8和9号
先驱者6、7、8、9号是一系列功能、任务相近的宇宙探测器。它们的作用都是太阳风中的阳离子与电子、宇宙射线、星际磁场。它们通过自转保持稳定，转速为每分钟60圈。根据地面的指令，可以按照512、256、64、16、8bps这五种速率进行数据传输。